# 颱風桃芝 (2024年)
颱風桃芝（英語：Typhoon Toraji，國際編號：2423，聯合颱風警報中心：WP262024，菲律賓大氣地球物理和天文服務管理局：Nika）為2024年太平洋颱風季第23個被命名的風暴。「桃芝」一名由北韓提供，指桔梗，是一種生於朝鮮深山中的花，常在人不察覺時盛開，可食用及藥用。
桃芝於11月11日橫過菲律賓呂宋並移入南海，是香港天文台繼1954年超強颱風柏美娜及超強颱風露比後，70年以來首次於11月內兩度發出熱帶氣旋警告信號，桃芝其後更進一步逼近香港，導致香港天文台繼2022年強烈熱帶風暴尼格後，2年以來首次於11月發出八號烈風或暴風信號，更打破1972年颱風柏美娜11月8日之紀錄，成為香港自二戰後年內最晚發出的八號信號。

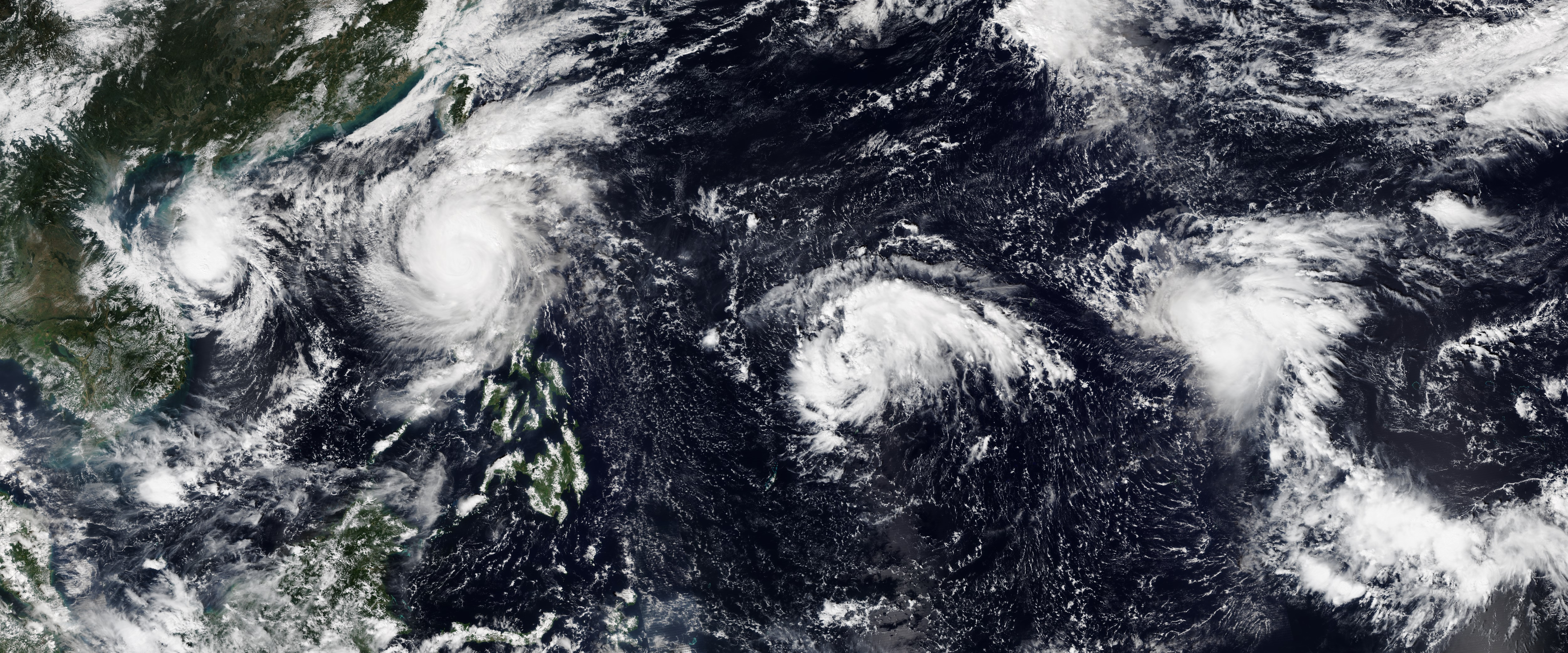
11月12日同時活躍的四個熱帶氣旋（由左至右）：颱風銀杏、颱風桃芝、颱風天兔和颱風萬宜，此現象是自1951年以來首次出現。

因應「桔梗」在菲律賓造成严重的經濟損失，被菲律賓在第57屆颱風委員會年會申請退役，在2025年2月舉行的第57次颱風委員會會議上獲該會接納把桔梗從命名表中除名，以後將不再使用，新名將在58屆世界氣象組織颱風委員會會議上公布。此外菲律賓大氣地球物理暨天文管理局亦把當地名稱「Nika」除名，由「Nanolay」取代。

## 發展過程
11月7日，一個熱帶擾動在馬里亞納群島附近海域生成，美國海軍研究實驗室給予擾動編號92W。
11月9日凌晨2時，日本氣象廳將其升格為熱帶低氣壓，同時對其發佈烈風警報。同時，台灣中央氣象署將其升格為熱帶低氣壓，給予編號TD27。凌晨4時，聯合颱風警報中心將其評級提升為「中」。上午8時，香港天文台將其升格為熱帶低氣壓。上午10時，聯合颱風警報中心將其評級提升為「高」，並對其發佈熱帶氣旋形成警報。下午2時，日本氣象廳將其升格為熱帶風暴，給予國際編號2423，並命名「桔梗」。同時，台灣中央氣象署將其升格為輕度颱風，聯合颱風警報中心將其升格為熱帶低氣壓，給予熱帶氣旋編號26W。晚上8時，香港天文台將其升格為熱帶風暴。
11月10日上午8時，日本氣象廳和香港天文台將其升格為強烈熱帶風暴。下午2時，聯合颱風警報中心將其升格為颱風。晚上8時，台灣中央氣象署將其升格為中度颱風。晚上11時，日本氣象廳和香港天文台將其升格為颱風。
11月11日上午8時10分，桃芝於菲律賓呂宋島奧羅拉省迪拉薩格登陸。晚上8時，日本氣象廳將其降格為強烈熱帶風暴。同時，聯合颱風警報中心將其降格為熱帶風暴。晚上11時，香港天文台同澳門氣象局將其降格為強烈熱帶風暴。
11月12日下午2時，日本氣象廳將其降格為熱帶風暴。
11月13日凌晨2時，香港天文台將其降格為熱帶風暴。凌晨5時，澳門氣象局將其降格為熱帶風暴。上午8時，聯合颱風警報中心將其降格為熱帶低氣壓。
11月14日晚上8時，香港天文台將其降格為熱帶低氣壓。
11月15日凌晨2時，日本氣象廳將其降格為熱帶低氣壓。凌晨5時，香港天文台將其降格為低壓區。晚上8時，日本氣象廳評定桃芝已消散。

## 影響

### 菲律賓
當地發出之最高風暴信號：四號風暴信號

### 中國大陸
國家氣象中心發布之最高颱風預警信號： 颱風黃色預警信號

#### 廣東省
廣東省氣象台發布之最高颱風預警信號： 颱風藍色預警信號

##### 广州市
廣州市氣象台發布之最高颱風預警信號： 颱風白色預警信號
受台风“桃芝”带来的大风大雨天气影响，广铁集团计划对广深港高铁、京港高铁和杭深、深湛、广深等线路的动车组列车采取限速运行、调整运行区段或停运措施。具体为，11月13日预计停运动车组列车43列，管内调整运行区段9列；11月14日预计停运动车组列车50列，管内调整运行区段10列。

##### 深圳市
深圳市氣象台發布之最高颱風預警信號： 颱風白色預警信號
随着台风桃芝环流东南气流的悄然上岸，11月13日16时，深圳全市范围内普遍洒下了小雨，局部地区达到中雨级别。据深圳口岸发布，深圳口岸部分跨境巴士进行调整，具体如下：
| 口岸名称   | 具体措施 |
| ---------- | --- |
| 皇岗口岸   | 深圳出境方向：旺角线末班车于11月14日0:00开出，湾仔线末班车于11月13日23:35开出，油尖线末班车将于11月14日0:15开出，荃湾线末班车于11月14日1:00开出。 入境深圳方向：旺角线末班车于11月14日0:00开出，湾仔线末班车11月13日23:35开出，油尖线末班车将于11月14日0:15开出，荃湾线末班车于11月14日1:00开出。 皇岗—落马洲穿梭巴士维持有限度服务。 皇岗—观塘线维持有限度服务。 |
| 文锦渡口岸 | 华通、粤港两家巴士公司已暂停客运服务。 |
| 莲塘口岸   | 永东巴士已暂停客运服务； 环岛中港通停止大巴车服务，商务车暂时正常运营； 深华粤海暂时正常运营； 粤港直通巴士已暂停客运服务。 |
| 深圳湾口岸 | 香港中旅、深港荣利、环岛中港通、粤港四家公司已暂停客运服务，永东巴士机场小车暂时有限服务。 |

##### 珠海市
珠海市氣象台發布之最高颱風預警信號： 颱風藍色預警信號（萬山區）、 颱風白色預警信號（其他區域）
因应香港天文台於11月13日晚上11時10分發出八號東北烈風或暴風信號，港珠澳大桥穿梭巴士（含机场专线巴士）从11月14日1時起暂停营运服务。
11月14日，珠海海上客運宣佈香洲港、九洲港、横琴码头、蛇口郵輪中心、东莞虎门码头往返海岛航班全部停航。

#### 海南省
海南省氣象台發布之最高颱風預警信號： 颱風藍色預警信號

### 香港
- 當地發出之最高熱帶氣旋警告信號： 八號東北烈風或暴風信號
- 最接近當地時間：2024年11月14日早上6時
- 最接近當地位置：香港以南約130公里

在熱帶氣旋銀杏遠離不久，香港天文台於11月10日下午6時發出「特別天氣提示」，表示桃芝將於隨後數日靠近廣東沿岸及珠江口一帶。天文台於11月11日晚上10時20分發出一號戒備信號，當時桃芝集結在香港之東南約740公里。這是自1954年超強颱風柏美娜及超強颱風露比後，天文台70年以來首次於11月內兩度發出熱帶氣旋警告信號。天文台表示一號信號將最少維持至翌日（11月12日）中午12時。天文台於11月12日上午9時45分表示，一號信號會最少在午夜前維持生效，並考慮在11月13日日間發出三號信號；隨後於下午6時45分表示一號信號生效時間延長至翌日中午12時，並考慮在翌日下午發出三號信號。
隨著桃芝進一步逼近，天文台於11月13日早上7時45分表示，會在下午1時至4時之間發出三號熱帶氣旋警告信號。天文台於下午2時40分發出三號強風信號，當時桃芝集結於香港之東南約230公里。天文台表示三號信號最少維持至晚上11時，並會視乎桃芝隨後的強度及其烈風區與珠江口的距離，評估是否需要發出更高熱帶氣旋警告信號。此時香港風勢逐漸增強，部份地區開始吹強風。
天文台於11月13日晚上8時15分表示，桃芝採取偏北路徑更為靠近廣東沿岸，與其相關的烈風區及狂風驟雨會在晚間及翌日（14日）初時影響香港，天文台宣佈預計在晚上11時10分發出八號熱帶氣旋警告信號，並會最少維持至翌日上午10時；而「熱帶氣旋之特別報告」亦如期在晚上9時10分發出。天文台於晚上11時10分發出八號東北烈風或暴風信號，當時桃芝集結在香港之東南偏南約170公里。這是自2022年強烈熱帶風暴尼格後，2年以來首個於11月生效的八號信號，更打破1972年颱風柏美娜11月8日之紀錄，成為香港自二戰後年內最晚發出的八號信號，亦是有記錄以來年內第二晚發出的八號信號，僅次於1939年11月23日的己卯風災。桃芝同時成為港交所實行「打風不停市」政策後首個帶來八號信號的熱帶氣旋。八號信號發出後，香港境內風力繼續增強，惟只得南部離岸如長洲泳灘及橫瀾島受烈風影響，其餘地區普遍僅吹強風。
桃芝在11月14日早上6時最接近香港，在天文台總部以南約130公里掠過。由於風勢遠遜預期加上桃芝進一步減弱，天文台於凌晨5時45分表示，會於上午10時至中午12時改發三號信號。天文台於上午10時20分改發三號強風信號，當時桃芝集結在香港以南約130公里，天文台預料三號信號將會在當日日間大部分時間維持生效。隨着桃芝減弱為熱帶低氣壓以及香港風力緩和，天文台於晚上10時20分改發一號戒備信號，當時桃芝集結在香港之西南偏南約150公里。天文台於11月15日凌晨1時20分取消所有熱帶氣旋警告信號，當時桃芝集結在香港之西南約170公里。 
桃芝吹襲期間，天文台測風網絡8個參考自動氣象站只有2個錄得強風，更完全沒有錄得烈風，三號及八號信號均不達標。風暴期間，長洲及西貢錄得最高10分鐘平均風速為每小時56及46公里。

### 澳門
| 紀念孫中山市政公園 · 13.3大炮台山 · 17.6外港碼頭 · 22.3污水處理廠 · 17.3海事博物館 · 17.3友誼大橋 · 北峰 · 31.7友誼大橋 · 南峰 · 38.2嘉樂庇 · 總督大橋 · 32西灣大橋 · 30.2澳門大橋北 · 42.4澳門大橋南 · 40大潭山 · 28.8東亞運站 · 13.3九澳 · 32.8路環分站 · 11.2澳門大學 · 23class=notpageimage\| 澳門氣象局氣象站錄得最高10分鐘平均風速，單位為公里每小時（km/h）。圖例： · 代表沒有數據 · 代表錄得清勁以下風力 · 代表錄得清勁至強勁風力 · 備註：此圖只顯示熱帶氣旋信號生效時之最高風速。 | 紀念孫中山市政公園 · 13.3大炮台山 · 19.8外港碼頭 · 22.3污水處理廠 · 17.3海事博物館 · 17.3友誼大橋 · 北峰 · 40.3友誼大橋 · 南峰 · 42.8嘉樂庇 · 總督大橋 · 40西灣大橋 · 42.5澳門大橋北 · 50澳門大橋南 · 50大潭山 · 28.8東亞運站 · 13.3九澳 · 32.8路環分站 · 11.2澳門大學 · 29.2class=notpageimage\| 澳門氣象局氣象站錄得最高10分鐘平均風速，單位為公里每小時（km/h）。圖例： · 代表沒有數據 · 代表錄得清勁以下風力 · 代表錄得清勁至強勁風力 · 備註：此圖連同取消信號後數小時內的風力飆升計算，截至11月15日早上6時。 |

當地發出之最高熱帶氣旋信號：  三號風球
澳門氣象局在11月10日下午5時45分發出一則「特別推送」，表示位於呂宋島以東的熱帶氣旋桃芝正在發展，預料未來兩日以西北方向移動越過呂宋島後進入南海，週一（11日）後期至週二（12日）初時進入澳門800公里範圍，氣象局將視乎情況考慮再次發出熱帶氣旋信號。由於「桃芝」路徑及強度仍存在不確定性，氣象局將密切監察其發展動態。在東北季風共同影響下，預測本週中後期澳門風力增強及有幾陣驟雨。
氣象局在11月10日再發出一則「特別推送」，表示「桃芝」已經橫過呂宋島，會在12日發出熱帶氣旋警告信號，氣象局也表示桃芝進入南海後會向西北移動並且可能會靠近華南沿岸，並且於本週中後期（13至14日）在本澳以南約250公里內掠過，但是，由於現時南海北部的海溫較低，同時已進入深秋，南海缺乏水汽，因此桃芝的強度變化仍然有不確定性。
氣象局於11月12日午夜12時半發出一號風球，當時桃芝集結在澳門之東南約780公里，又預計11月13日日間發出三號風球的可能性為中等至較高，至於藍色風暴潮警告發出的可能性為較低至中等。下午5時，氣象局表示在11月13日下午到晚間發出三號風球的可能性為中等至較高。
11月13日凌晨5時，氣象局表示桃芝位於澳門東南約420公里，並且在下午至晚間改發三號風球的可能性中等至較高。上午11時，氣象局預料一號風球於當天日間維持，並表示當天晚上6時至9時發出三號風球的可能性為中等至較高。下午5時，氣象局宣佈於晚上7時發出三號風球，而14日凌晨至清晨發出八號風球的可能性為較低至中等。在晚上11時，氣象局表示三號風球會在凌晨3時前維持，並且在14日清晨發出發出八號風球的可能性為中等。
11月14日上午2時，氣象局表示三號風球於當天清晨前維持。上午5時，氣象局表示三號風球於當天大部分日間時間維持，發出八號風球的可能性調整為較低至中等。上午11時，氣象局表示桃芝於當天過去數小時移動較緩慢，預料日間大部份時間與澳門保持約150公里距離，相關烈風區正持續影響珠江口東岸，加上「桃芝」稍後仍有機會進一步接近珠江口西岸，故需要發出八號風球的可能性仍保持較低至中等。下午5時，氣象局預料三號風球於晚間維持，改發八號風球機率為低，但相關的強風區及雲雨帶仍將影響澳門，當“桃芝”對澳門威脅進一步降低時，將考慮取消所有熱帶氣旋信號。晚上11時，氣象局取消所有熱帶氣旋警告信號。
11月15日，因應友誼大橋、澳氹大橋及人工島十分鐘平均風力達強風程度，氣象局在凌晨3時50分發出強烈季候風信號，並於早上8時取消。
由於正值為期四天澳門格蘭披治大賽車賽事於11月14日起舉行，澳門格蘭披治大賽車組織委員會經過與國際汽車聯盟的商議後，表示於三號風球生效期間，賽車賽事會繼續進行，同時對跑道及周邊的裝置進行加固工程，並對容易受強風影響的設施作調整或移除，各觀眾席看台均不架設帳篷。

### 臺灣
11月12日，受桃芝外圍環流與東北季風雙重影響造成東北部地區下豪雨，宜蘭縣許多地區甚至積水成災。

## 熱帶氣旋警告使用紀錄

### 菲律賓
| 菲律賓大氣地球物理及天文服務管理局 風暴信號 | 菲律賓大氣地球物理及天文服務管理局 風暴信號 | 菲律賓大氣地球物理及天文服務管理局 風暴信號 |
| ------------------------------------------- | ------------------------------------------- | ------------------------------------------- |
| 上一熱帶氣旋                                | 一號風暴信號                                | 下一熱帶氣旋                                |
| 颱風銀杏                                    | 一號風暴信號                                | 超強颱風天兔                                |
| 颱風銀杏                                    | 二號風暴信號                                | 超強颱風天兔                                |
| 颱風銀杏                                    | 三號風暴信號                                | 超強颱風天兔                                |
| 颱風銀杏                                    | 四號風暴信號                                | 超強颱風天兔                                |

### 中國大陸
| 国家气象中心 颱風預警信號 | 国家气象中心 颱風預警信號 | 国家气象中心 颱風預警信號 |
| ------------------------- | ------------------------- | ------------------------- |
| 上一熱帶氣旋              | 颱風藍色預警信號          | 下一熱帶氣旋              |
| 超強颱風康妮              | 颱風藍色預警信號          | 超強颱風萬宜              |
| 超強颱風銀杏              | 颱風黃色預警信號          | 超強颱風萬宜              |

### 香港
| 香港天文台 熱帶氣旋警告信號 | 香港天文台 熱帶氣旋警告信號 | 香港天文台 熱帶氣旋警告信號 |
| --------------------------- | --------------------------- | --------------------------- |
| 上一熱帶氣旋                | 一號戒備信號                | 下一熱帶氣旋                |
| 超強颱風銀杏                | 一號戒備信號                | 超強颱風萬宜                |
| 超強颱風銀杏                | 三號強風信號                | 強烈熱帶風暴蝴蝶            |
| 超強颱風摩羯                | 八號東北烈風或暴風信號      | 颱風韋帕                    |
| 超強颱風摩羯                | 八號烈風或暴風信號          | 颱風韋帕                    |

### 澳門
| 地球物理氣象局 熱帶氣旋信號 | 地球物理氣象局 熱帶氣旋信號 | 地球物理氣象局 熱帶氣旋信號 |
| --------------------------- | --------------------------- | --------------------------- |
| 上一熱帶氣旋                | 一號風球                    | 下一熱帶氣旋                |
| 超強颱風銀杏                | 一號風球                    | 超強颱風萬宜                |
| 超強颱風銀杏                | 三號風球                    | 颱風蝴蝶                    |

## 外部連結
| 太平洋颱風季             |
| 主題頁 - 專題 - 編輯指南 |

- 26W.TORAJI from the United States Naval Research Laboratory
- General Information of Typhoon Toraji (2423) from Digital Typhoon